# 三裂瓜
三裂瓜（学名：Herpetospermum tonglense）为葫芦科波棱瓜属下的一个种，为攀援草本植物，分布于中国云南西部和西藏，曾被独立归类为三裂瓜属（Biswarea）。